# Ludovic Ajorque
Ludovic Ajorque (Saint-Denis, 25 febbraio 1994) è un calciatore francese, attaccante del Brest.

## Caratteristiche tecniche
Centravanti potente e di temperamento.

## Carriera

### Club

#### Angers e prestiti
Dopo essere transitato dal Nantes, nel 2012 approda al settore giovanile dell'Angers. Esordisce in prima squadra il 12 agosto 2014 nel primo turno di Coupe de la Ligue contro il Nîmes.
Nel novembre 2014 è prestato al Poiré-sur-Vie con cui partecipa al Championnat National, totalizzando 9 presenze e 2 reti. Debutta anche in Coupe de France, affrontando l'Auxerre negli ottavi di finale.
La stagione seguente è prestato nuovamente in terza divisione, stavolta al Luçon. Schierato titolare con buona frequenza, mette a segno 9 reti su 32 presenze in campionato.

#### Clermont Foot
Il 26 luglio 2016 passa al Clermont Foot, con cui firma un contratto triennale. Indossa la maglia numero 25. Fa il suo debutto in Ligue 2 il 29 luglio nella sconfitta 2-0 rimediata a Valenciennes. Il 9 agosto sigla il primo gol con la maglia del Clermont in Coupe de la Ligue contro l'Amiens, sbloccando il risultato dopo 7'. Il 26 agosto si sblocca anche in campionato nel 2-1 rifilato all'Ajaccio. Chiude il campionato con 5 gol all'attivo. La stagione successiva lo vede ancora più protagonista, con un totale di 14 reti.

#### Strasburgo
Il 4 giugno 2018 è acquistato dallo Strasburgo. Firma un contratto per quattro stagioni. Esordisce in Ligue 1 il 12 agosto nella vittoriosa trasferta 2-0 a Bordeaux. Il 1º settembre realizza la prima rete in massima divisione nel match interno perso 3-2 con il Nantes. Il 19 gennaio 2019 mette a segno una doppietta nella trionfale vittoria (5-1) sul campo del Monaco.

#### Magonza
Il 24 gennaio 2023 viene acquistato dal Magonza.

## Statistiche

### Presenze e reti nei club
Statistiche aggiornate al 1 aprile 2022.
| Stagione             | Squadra              | Campionato           | Campionato | Campionato | Coppe nazionali | Coppe nazionali | Coppe nazionali | Coppe continentali | Coppe continentali | Coppe continentali | Altre coppe | Altre coppe | Altre coppe | Totale | Totale |
| Stagione             | Squadra              | Comp                 | Pres       | Reti       | Comp            | Pres            | Reti            | Comp               | Pres               | Reti               | Comp        | Pres        | Reti        | Pres   | Reti   |
| -------------------- | -------------------- | -------------------- | ---------- | ---------- | --------------- | --------------- | --------------- | ------------------ | ------------------ | ------------------ | ----------- | ----------- | ----------- | ------ | ------ |
| 2013-2014            | Angers               | L2                   | 0          | 0          | -               | -               | -               | -                  | -                  | -                  | -           | -           | -           | 0      | 0      |
| ago.-nov. 2014       | Angers               | L2                   | -          | -          | CF+CdL          | 0+1             | 0               | -                  | -                  | -                  | -           | -           | -           | 1      | 0      |
| Totale Angers        | Totale Angers        | Totale Angers        | 0          | 0          |                 | 1               | 0               |                    | -                  | -                  |             | -           | -           | 1      | 0      |
| nov. 2014-2015       | Poiré-sur-Vie        | CN                   | 9          | 2          | CF+CdL          | 1+0             | 0               | -                  | -                  | -                  | -           | -           | -           | 10     | 2      |
| 2015-2016            | Luçon                | CN                   | 32         | 9          | -               | -               | -               | -                  | -                  | -                  | -           | -           | -           | 32     | 9      |
| 2016-2017            | Clermont Foot        | L2                   | 28         | 5          | CF+CdL          | 0+2             | 0+1             | -                  | -                  | -                  | -           | -           | -           | 30     | 6      |
| 2017-2018            | Clermont Foot        | L2                   | 37         | 14         | CF+CdL          | 0+2             | 0               | -                  | -                  | -                  | -           | -           | -           | 39     | 14     |
| Totale Clermont Foot | Totale Clermont Foot | Totale Clermont Foot | 106        | 30         |                 | 5               | 1               |                    | -                  | -                  |             | -           | -           | 111    | 31     |
| 2018-2019            | Strasburgo           | L1                   | 25         | 9          | CF+CdL          | 0+4             | 0+2             | -                  | -                  | -                  | -           | -           | -           | 29     | 11     |
| 2019-2020            | Strasburgo           | L1                   | 26         | 8          | CF+CdL          | 2+1             | 1+0             | UEL                | 6                  | 2                  | -           | -           | -           | 35     | 11     |
| 2020-2021            | Strasburgo           | L1                   | 35         | 16         | CF              | 2               | 0               | -                  | -                  | -                  | -           | -           | -           | 37     | 16     |
| 2021-2022            | Strasburgo           | L1                   | 36         | 12         | CF              | 2               | 0               | -                  | -                  | -                  | -           | -           | -           | 38     | 12     |
| Totale Strasburgo    | Totale Strasburgo    | Totale Strasburgo    | 122        | 45         |                 | 11              | 3               |                    | 6                  | 2                  |             | -           | -           | 133    | 50     |
| Totale carriera      | Totale carriera      | Totale carriera      | 228        | 75         |                 | 17              | 4               |                    | 6                  | 2                  |             | -           | -           | 245    | 81     |

## Palmarès

### Club

#### Competizioni nazionali
- Coppa di Lega francese: 1

Strasburgo: 2018-2019

### Individuale
- Capocannoniere della Coupe de la Ligue: 1

2018-2019 (2 reti, alla pari con altri 15 giocatori)